# Білаші (Чорногорія)
Білаші (серб. Бјелаши) — прихильники безумовного об'єднання Сербії і Чорногорії в кінці XIX — початку XX століття. Їх названо так за кольором виборчих бюлетенів на виборах депутатів скупщини в Подгориці. Для реалізації рішень скупщини було обрано Національний виконавчий комітет, до якого увійшли Стево Вукотич, Спасоє Пілетич, Лазар Дам'янович, Ристо Йоїч і Марко Дакович. Дакович став вождем руху. До приїзду представника з Белграда Іво Павичевича в руках у комітету була виконавча влада в Чорногорії.
Велике число прихильників білашів було серед молоді. З них сформували збройні загони (молодіжні загони і народна гвардія), якими командували армія і поліція. Зброю, провіант і платню вони отримували від військових і поліцейських органів. У разі початку військових дій вони мали бути негайно мобілізовані. Утворено «летючі загони» (вісім загонів по сто осіб) для боротьби з противниками об'єднання.
Метою білашів було утворення великої централізованої сербської держави, а потім і Югославського королівства. Їх девіз був: «Один король, одна держава, один народ». Рух білашів не було політичною партією. Після утворення політичних партій у Чорногорії, члени руху приєднались до інших блоків, а Марко Дакович пішов з політики.